# Фокукур
Фокуку́р (фр. Faucoucourt) — коммуна во Франции, находится в регионе Пикардия. Департамент коммуны — Эна. Входит в состав кантона Лан-1. Округ коммуны — Лан.
Код INSEE коммуны — 02301.

## Население
Население коммуны на 2010 год составляло 311 человек.
| 1962 | 1968 | 1975 | 1982 | 1990 | 1999 | 2010 |
| ---- | ---- | ---- | ---- | ---- | ---- | ---- |
| 264  | 242  | 227  | 233  | 246  | 280  | 311  |

## Экономика
В 2010 году среди 194 человек трудоспособного возраста (15—64 лет) 148 были экономически активными, 46 — неактивными (показатель активности — 76,3 %, в 1999 году было 74,0 %). Из 148 активных жителей работали 127 человек (71 мужчина и 56 женщин), безработных было 21 (12 мужчин и 9 женщин). Среди 46 неактивных 14 человек были учениками или студентами, 22 — пенсионерами, 10 были неактивными по другим причинам.